# Florentia
Florentia is also Latin for Florence.
Florentia là một xã của tỉnh Jura, thuộc vùng Bourgogne-Franche-Comté, miền đông nước Pháp.